# Gorongosa
Gorongosa (fins al 1975,  Vila Paiva de Andrade) és un municipi de Moçambic, situat a la província de Sofala. En 2007 comptava amb una població d'11 968 habitants. A uns quilòmetres a l'est hi trobem el Parc Nacional de Gorongosa.